# Alto Boa Vista
Pour les articles homonymes, voir Alto (toponyme) et Boa Vista (homonymie).
Alto Boa Vista est une municipalité brésilienne située dans l'État du Mato Grosso.